# Petřín siklóvasút
A Petřín siklóvasút (csehül: Lanová dráha na Petřín) egy normál nyomtávolságú siklóvasút Csehország fővárosában,
Prágában, mely a Kisoldalt köti össze a Petřín hegy tetején lévő kilátóval. Alsó végállomása az Újezd, a felső végállomása a Petřín, középső megállója pedig a Nebozízek nevet viseli.

## Története
A vonalat eredetileg 1891-ben nyitották meg, 396 méter hosszú pályával és 1000 mm-es nyomtávolsággal. A szerelvények ekkor még a vízegyensúly szerint üzemeltek, amely annyit jelentett, hogy a felső állomáson tartózkodó kocsinak a tartályát megtöltötték vízzel, az alsóét pedig kiürítették, így a két egymással összekötött járművek közül a fenti nehezebb lett és megindult lefelé, a lenti pedig felfelé. 1914-ben, az első világháború kezdetekor a vonal működése leállt, majd feltehetően vízhiány miatt nem is indult újra. 
1931. március 2-án megállapodás született a járat feltámasztásáról, ekkor épült ki a jelenlegi teljes vonalon, immáron a normál 1435 mm-es nyomtávolsággal. 1932. június 5-én indult el újra a sikló, majd egy hónap múlva átadták a középső, Nebozízek állomást is. Egy cseh legenda szerint Nebozízek állomás neve IV. Károly császár fiához köthető, aki nehezen tudta a cseh ř betűt kiejteni, és nebo řízek (a řízek egy bécsi szelethez hasonló hússzelet, a nebo pedig vagyot jelent) helyett nebozízeket mondott. 
A második világháború miatt 1938-ban egy hónapig, 1945-ben pedig négy hónapig nem üzemelt. 1965-ben földcsuszamlások miatt ismét le kellett zárni a siklót, és egészen 1985-ig kellett várni az újraindítására. Ekkor új járműveket vásároltak, a korábbi pályát és a berendezéseket viszont felújítás után sikerült megtartani. Az utasok nélküli próbaüzemet május 9-én kezdték, majd az ünnepélyes átadás után június 15-étől az utasok is használhatják.

## Üzemidő
A sikló egész évben üzemel, nagyjából 9 órától 23.30-ig, nyáron 10 percenként, máskor pedig 15 percenként közlekedik. Általában áprilisban és szeptemberben néhány hetes üzemszünetet tartanak, amikor elvégzik a szükséges vizsgálatokat. 
A járatot a Prágai Integrált Közlekedési Rendszer (csehül: Pražská integrovaná doprava (PID)) keretein belül lehet igénybe venni, így érvényesek rá a vonaljegyek és a bérletek is.

## Technikai részletek
A siklóvasút a következő paraméterekkel rendelkezik:
A pálya normál nyomtávú (1435 mm), teljes hossza 510 méter, legnagyobb emelkedése 29,5%, magassága 130 méter. A vonalon három állomás található, melyen összesen 2 kocsi közlekedik, maximum 14 km/h sebességgel, összesen legfeljebb 100 utassal.

## Megállóhelyei
| Petřín siklóvasút (Petřín–Újezd) | Petřín siklóvasút (Petřín–Újezd) | Petřín siklóvasút (Petřín–Újezd) | Petřín siklóvasút (Petřín–Újezd) |
| Perc (↓)                         | Megállóhely                      | Perc (↑)                         | Átszállási kapcsolatok           |
| -------------------------------- | -------------------------------- | -------------------------------- | -------------------------------- |
| 0                                | Petřín végállomás                | 3                                |                                  |
| 1                                | Nebozízek                        | 2                                |                                  |
| 3                                | Újezd végállomás                 | 0                                | 9, 12, 15, 20, 22, 23            |

## Képgaléria

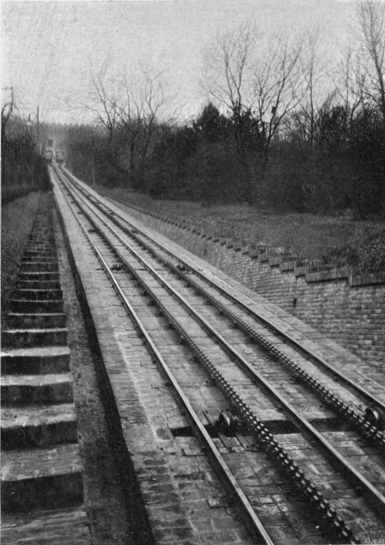
A sikló a 20. század elején
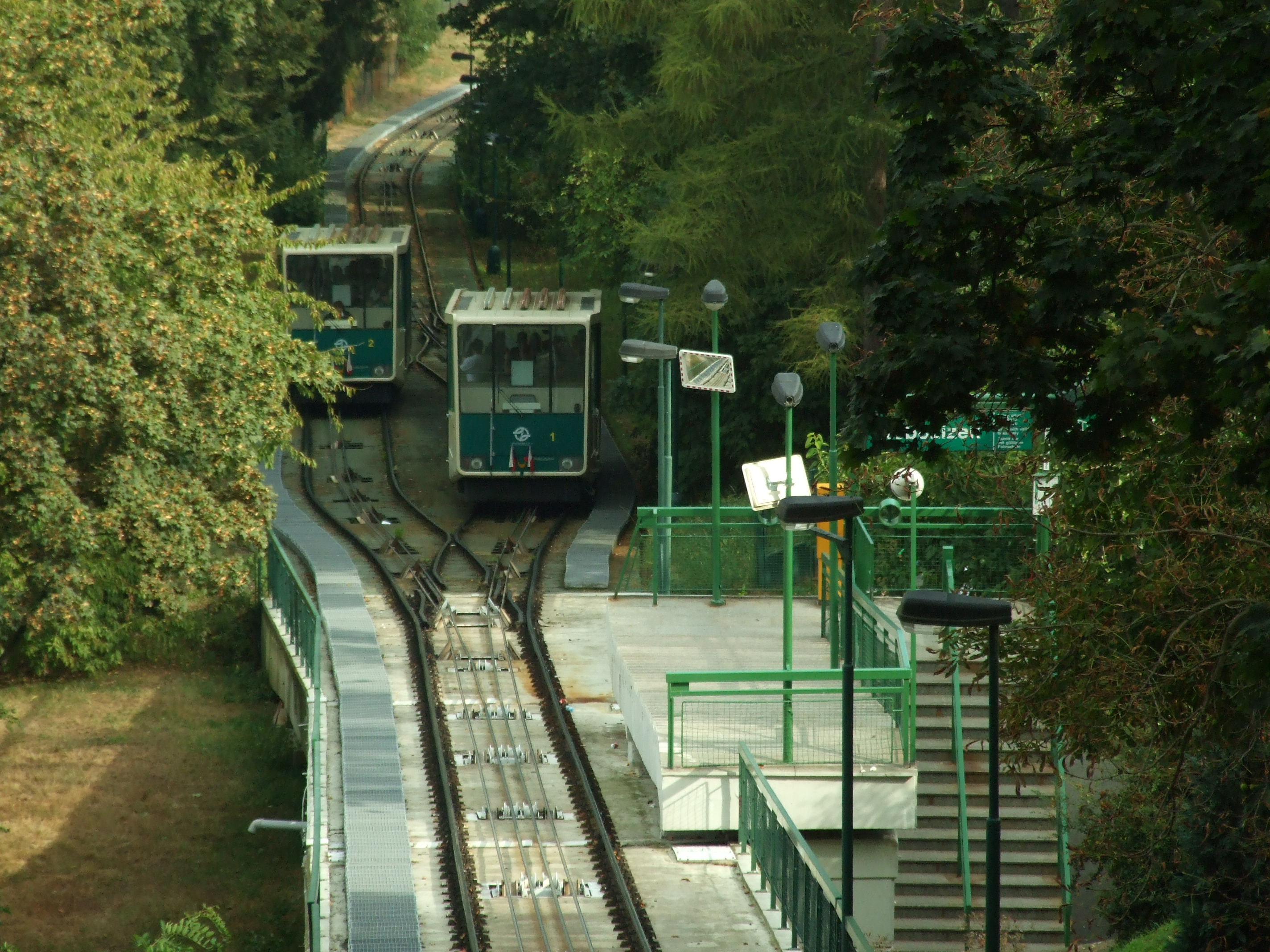
A pálya közepén található kitérő a Nebozízek megálló felől
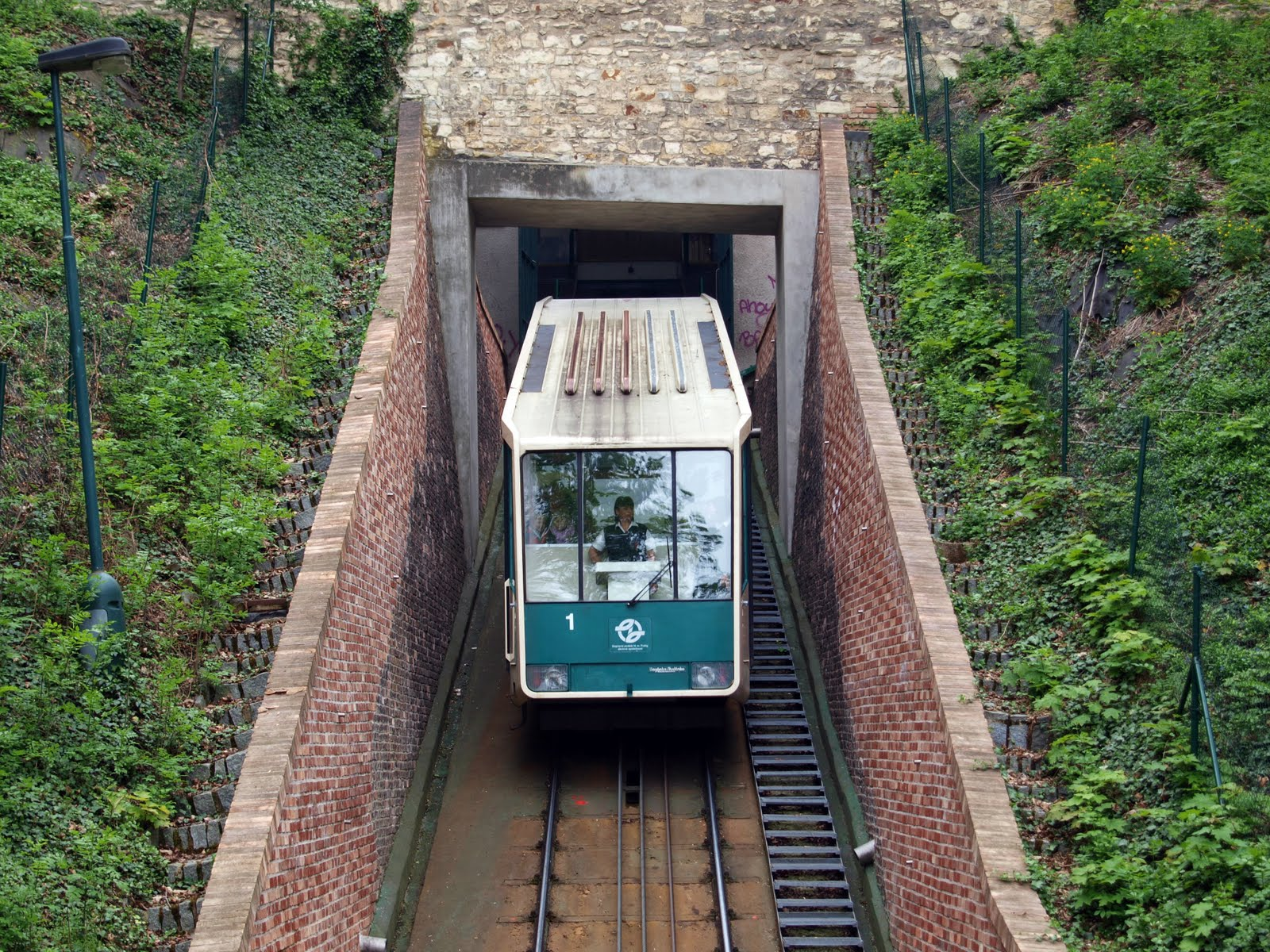
A Petřín állomás előtt az Éhezők falával
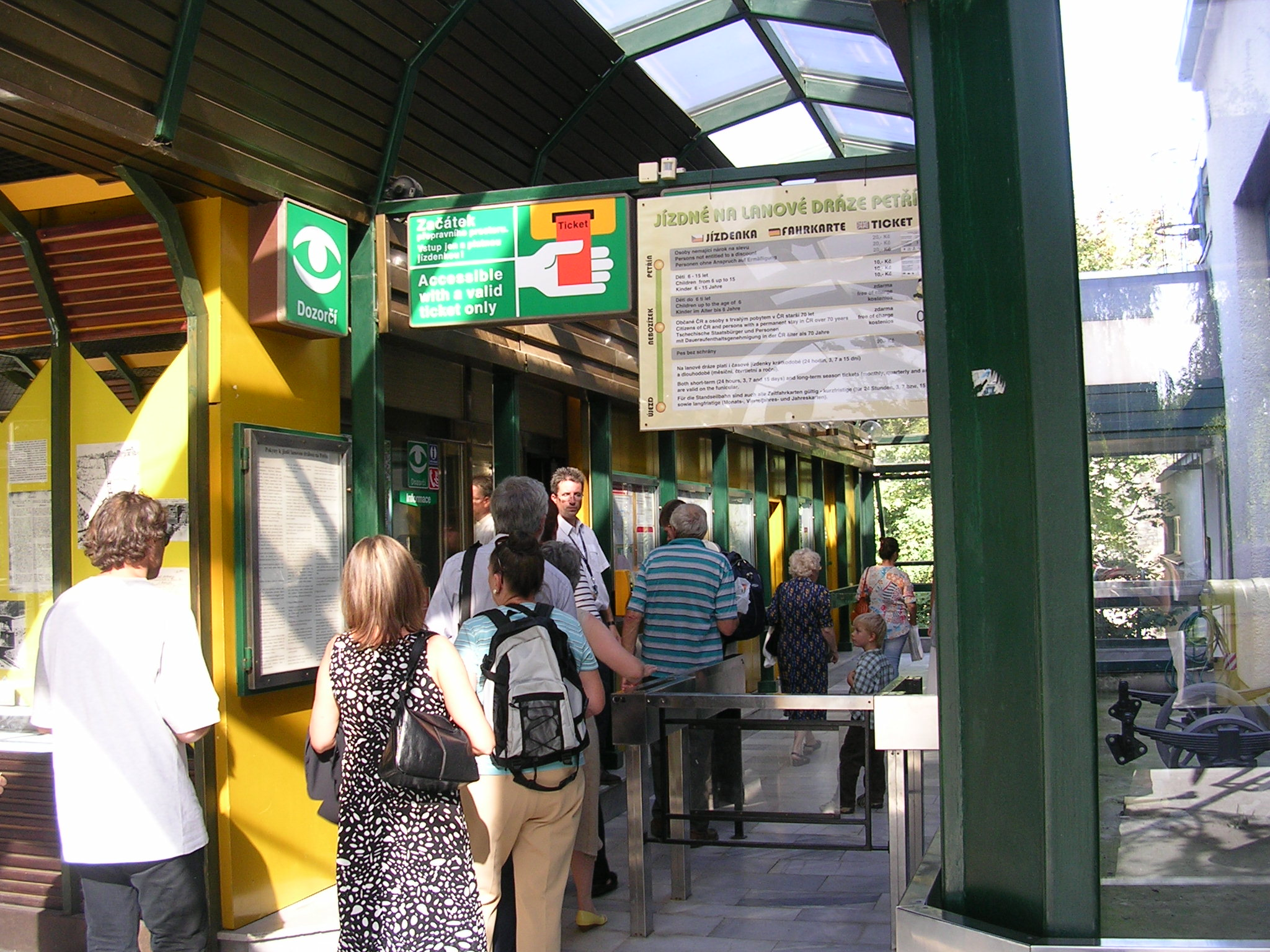
Petřín végállomás bejárata
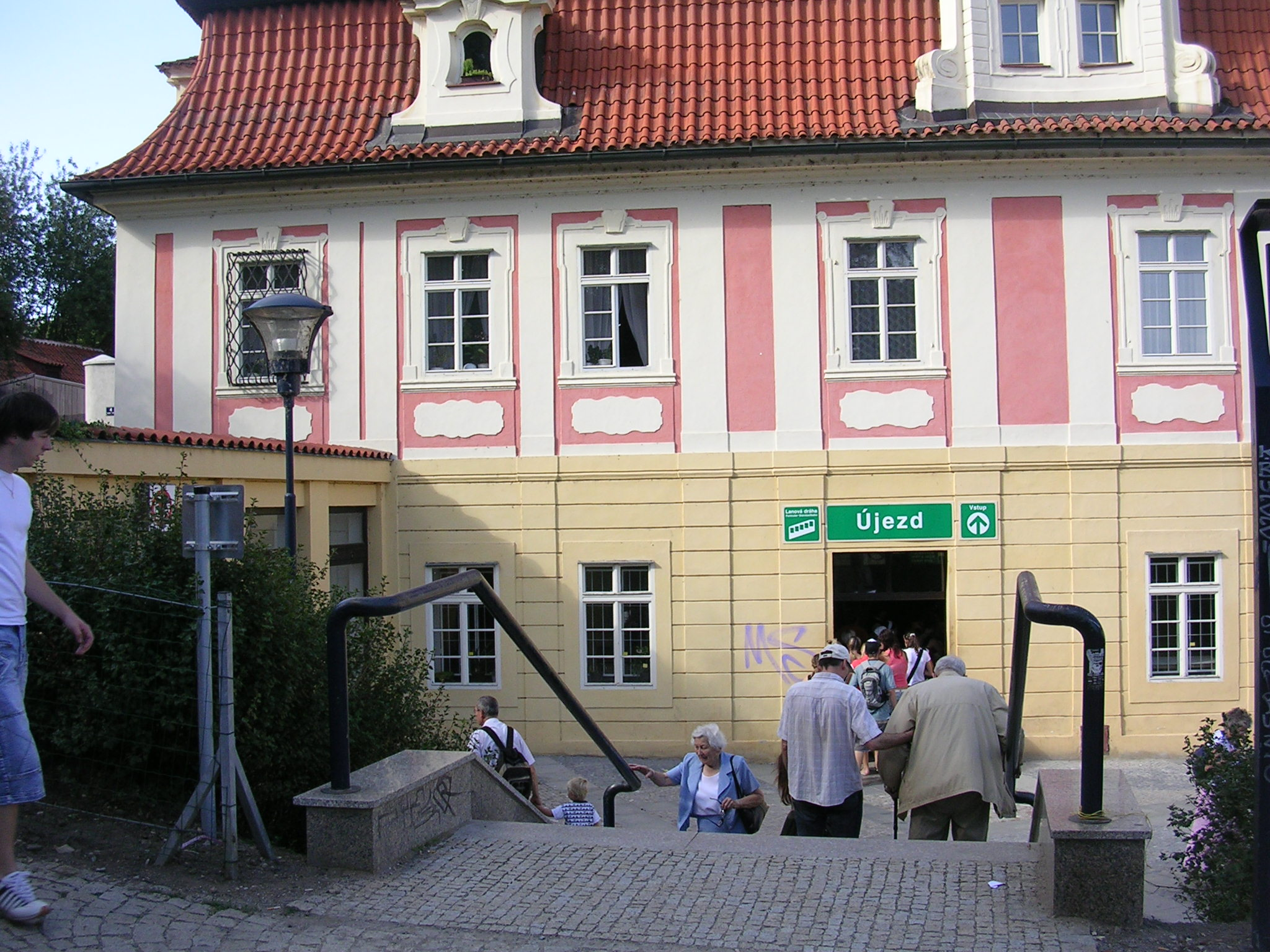
Újezd végállomás
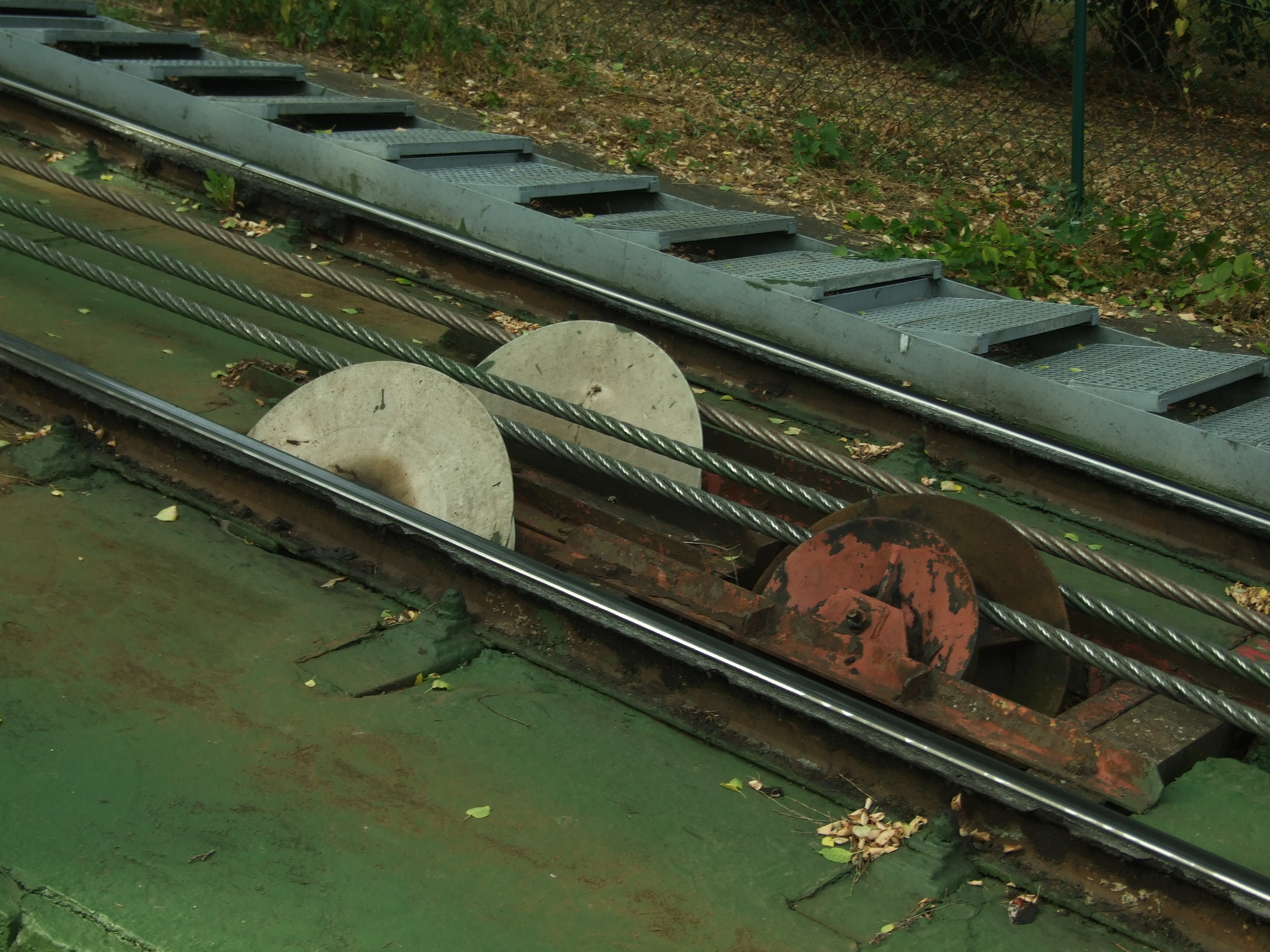
Felvonókötelek
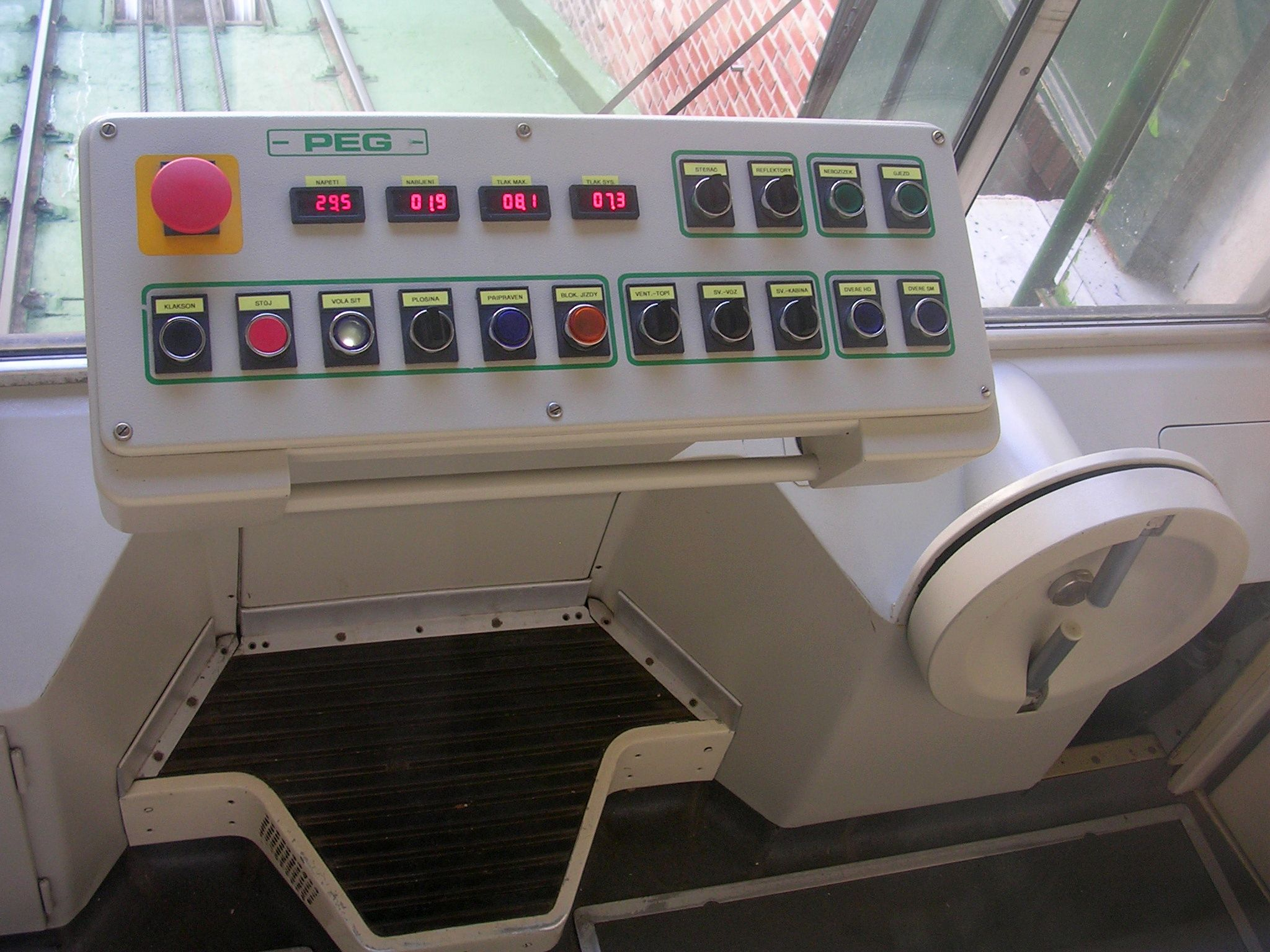
Irányítópanel

## Fordítás
- Ez a szócikk részben vagy egészben  a   Petřín funicular című angol Wikipédia-szócikk ezen változatának fordításán alapul.  Az eredeti cikk szerkesztőit annak laptörténete sorolja fel. Ez a jelzés csupán a megfogalmazás eredetét és a szerzői jogokat jelzi, nem szolgál a cikkben szereplő információk forrásmegjelöléseként.
- Ez a szócikk részben vagy egészben  a   Lanová dráha na Petřín című cseh Wikipédia-szócikk ezen változatának fordításán alapul.  Az eredeti cikk szerkesztőit annak laptörténete sorolja fel. Ez a jelzés csupán a megfogalmazás eredetét és a szerzői jogokat jelzi, nem szolgál a cikkben szereplő információk forrásmegjelöléseként.

## Külső hivatkozások
- A Petřín siklóvasútról a DPP honlapján
- A sikló menetrendje Archiválva 2016. január 12-i dátummal a Wayback Machine-ben